# Felberjeva vila
Felberjeva vila (znana tudi kot Hojnikova vila po zadnjem predvojnem lastniku Aleksandru Hojniku) stoji neposredno nad železniško postajo Pesnica (naslov Pesnica pri Mariboru 18). Bila je v lasti stare mariborske družine Felber (veletrgovci z vinom, lastniki tovarne žganja in rozolije) ter je bila del večjega vinogradniškega posestva, takrat znanega pod imenom Felberjev dvor (nemško Felberhof; med nacistično okupacijo tudi istoimenska krajevna upravno-administrativna enota). Zgrajena naj bi bila v drugi polovici 19. stoletja. Oblikovana je po vzoru manjših plemiških dvorcev iz 17. stoletja. V vinogradih okoli vile (še preden je bila le ta zgrajena) bi se naj aprila 1818 učil reza vinske trte nadvojvoda Janez.
V uradnem listu, ki je izhajal kot priloga Laibacher Zeitunga (Amtsblatt zur Laibacher Zeitung) je 17. februarja 1851 najti zapis o »dražbi 747 veder štajerskih vin, v kleti vinskega vrta na železniški postaji Pesnica, po 6. decembra 1850 umrlem Jakobu K. Felberju«. Vilo je opisal Rudolf Gustav Puff v svoji knjigi Marburger Taschenbuch für Geschichte, Landes-und Sagenkunde der Steiermark und der an dieselben angrenzenden Länder iz leta 1859.
Po upokojitvi leta 1893 pa do svoje smrti je v vili živel feldmaršal Theodor Neuwirth von Neufels (1830-1898). 
Pred drugo svetovno vojno je bila v lasti družin Hojnik in Weingerl. Po vojni je bila nacionalizirana, po denacionalizaciji pa je v polovični lasti družine Weingerl in Občine Pesnica.